# Des Moines (Washington)
Des Moines es una ciudad ubicada en el condado de King en el estado estadounidense de Washington. En el año 2000 tenía una población de 29.267 habitantes y una densidad poblacional de 1.782,5 personas por km².

## Geografía
Des Moines se encuentra ubicada en las coordenadas 47°23′39″N 122°19′5″O / 47.39417, -122.31806.

## Demografía
Según la Oficina del Censo en 2000 los ingresos medios por hogar en la localidad eran de $48.971, y los ingresos medios por familia eran $57.003. Los hombres tenían unos ingresos medios de $40.007 frente a los $30.553 para las mujeres. La renta per cápita para la localidad era de $24.127. Alrededor del 7,6% de la población estaban por debajo del umbral de pobreza.

## Educación
Las Escuelas Públicas de Highline gestiona escuelas públicas.